# José Jimeno Agius
Pour les articles homonymes, voir Agius (homonymie).
José Jimeno (ou Gimeno) Agius (ou Ajius), né à Segorbe en 1835 et mort à Madrid en 1901, est un statisticien, économiste et homme politique espagnol, député au Parlement durant le sexennat démocratique.

## Biographie
Licencié en droit à l'université de Valence en 1861, il entretiendra toujours d'étroites relations avec la presse, co-fondant durant le Biennat progressiste le périodique El Imparcial (es) (« l'Impartial ») et collaborant toute sa vie durant avec des journaux de sensibilité progressiste comme la Revista de España (es).
Après le triomphe de la révolution de 1868, il devient le secrétaire particulier de Laureano Figuerola au ministère des Finances et est élu député du Parti progressiste pour la circonscription de Castellón de la Plana en 1868. De 1870 à 1878, il officie en tant que contrôleur général des Finances aux Philippines (alors sous domination espagnole), fonction qu'il exercera de nouveau de 1891 à 1895 ; en 1883, il est par ailleurs nommé inspecteur général des Finances. Rattaché à la gauche dynastique (es), il se présente aux élections générales de 1898 sous la bannière du Parti libéral fusionniste, mais est battu par Juan Navarro Reverter (es).

## Publications
- (es) La división territorial de España [« La division territoriale de l'Espagne »]
- (es) Población y comercio de Filipinas [« Population et commerce des Philippines »], 1884 (lire en ligne)
- (es) Comercio exterior de España [« Commerce extérieur de l'Espagne »], 1888
- (es) El comercio exterior de Filipinas [« Le commerce extérieur des Philippines »], 1878
- (es) Usos y abusos de la estadística [« Us et abus de la statistique »], 1882
- (es) Reformas de la ortografía castellana [« Les réformes de l'orthographe espagnole »], 1896
- (es) La criminalidad en España [« La criminalité en Espagne »], 1886